# Loosduinen

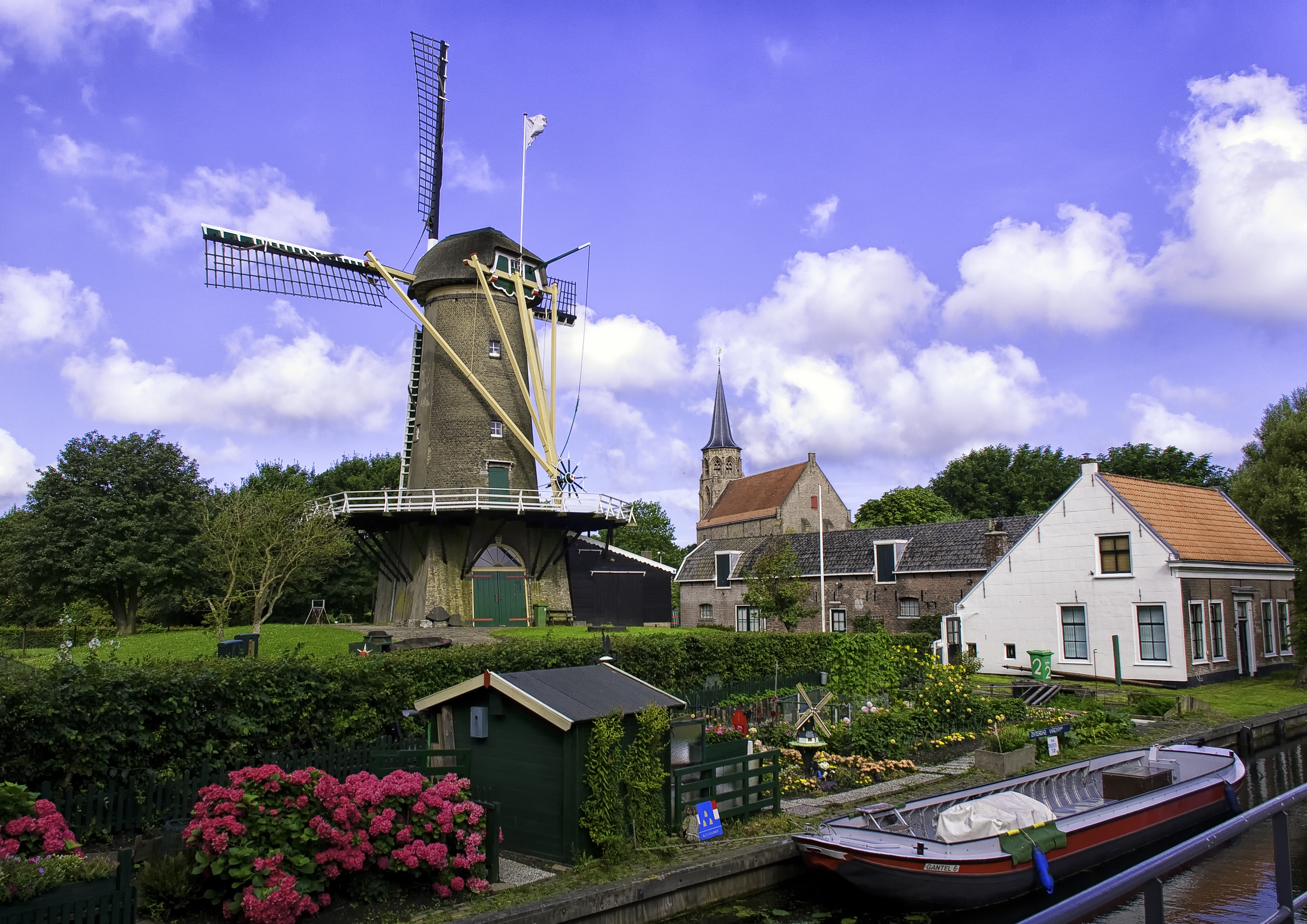
Molino y casa del molinero con la Iglesia de la Abadía al fondo.

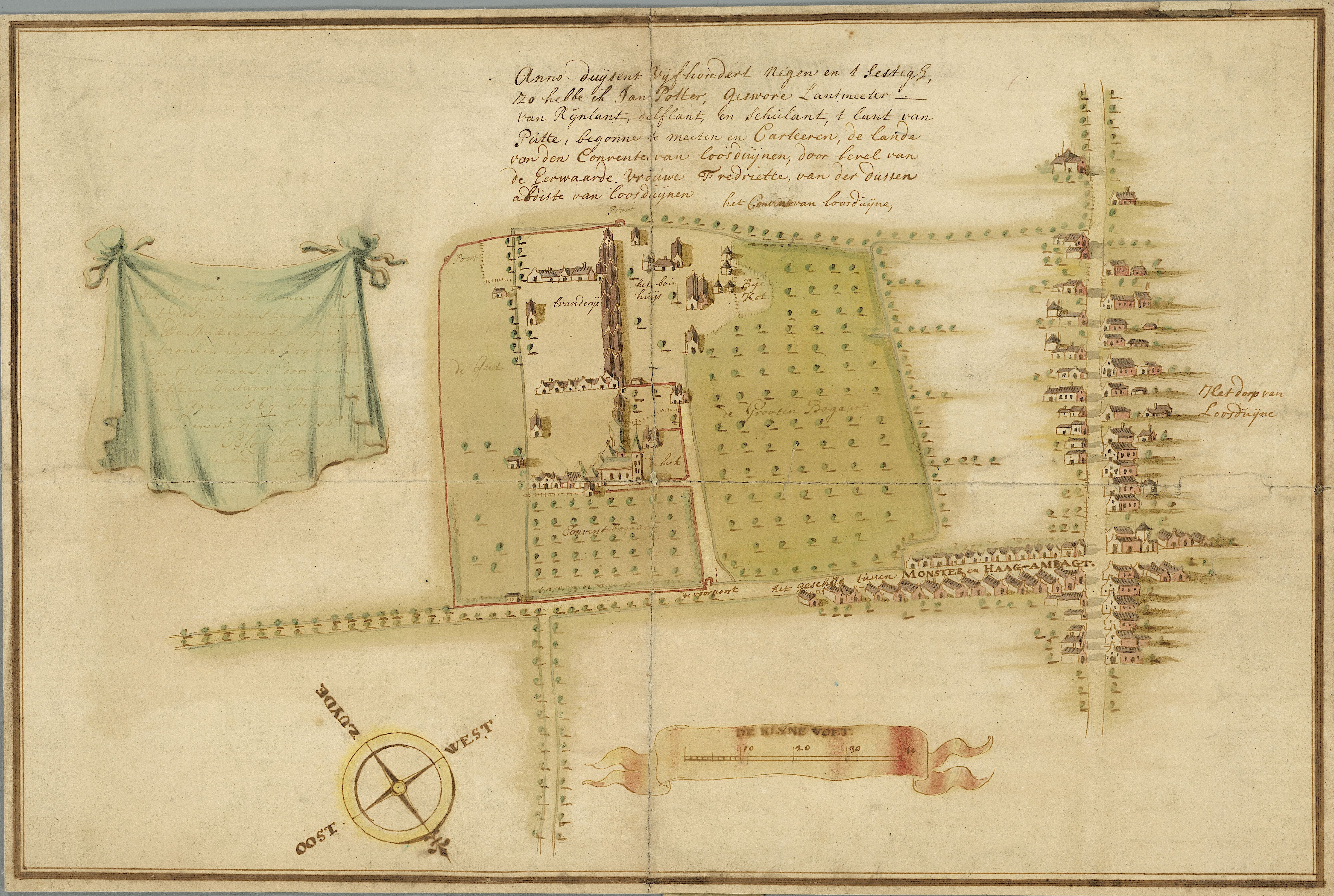
El pueblo de Loosduinen y el convento, situación en la segunda mitad del siglo XVI

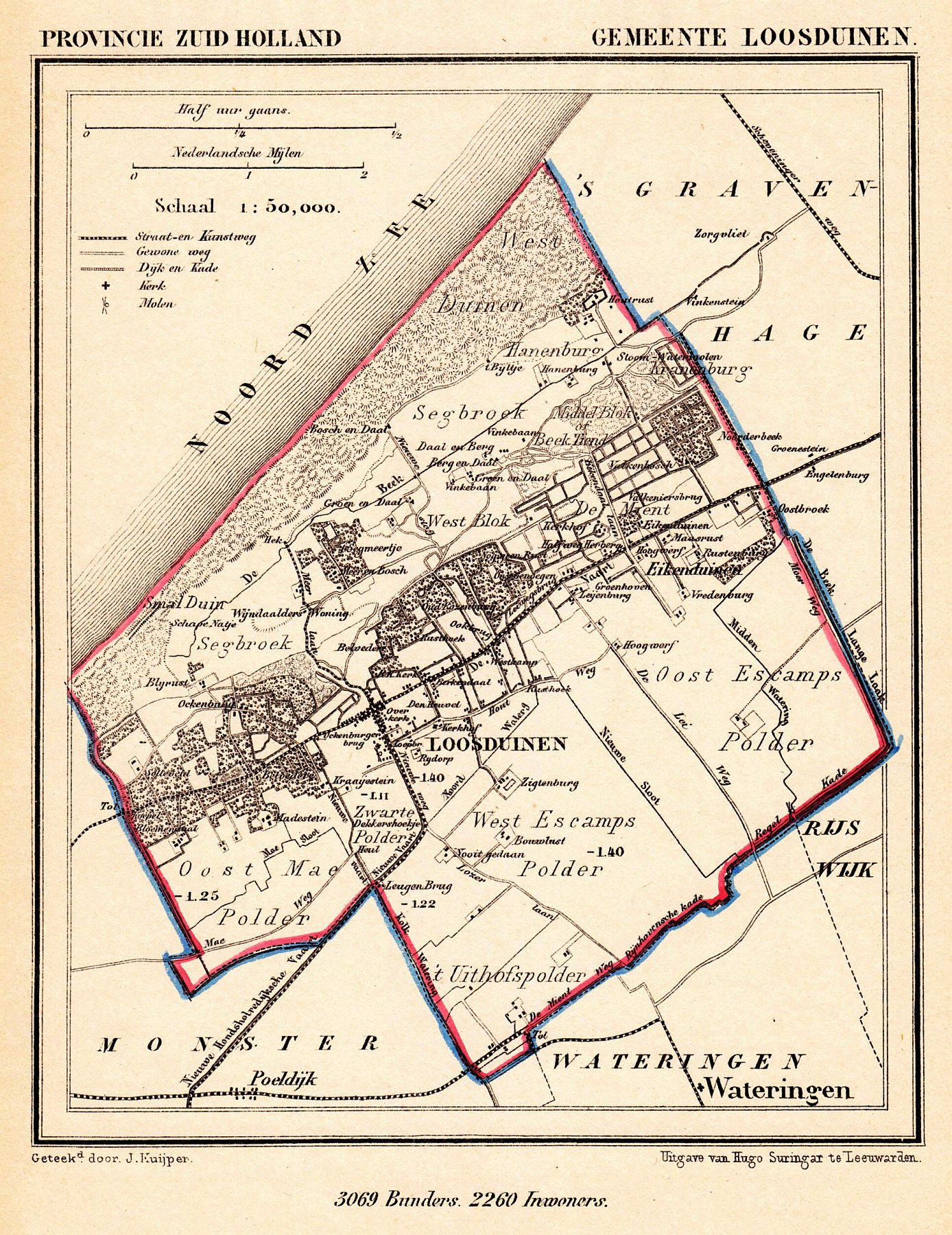
Mapa de Loosduinen (1869)

Loosduinen es un distrito de La Haya y un antiguo pueblo hortícola de la región Westland que se fusionó con la ciudad de La Haya en 1923. El pueblo surgió durante la Plena Edad Media.  en el sitio del antiguo centro de construyó un centro comercial para todo el distrito de principios de la década de 1970. Loosduinen tiene una superficie de 13 km², más de 22.500 casas y 45.865 habitantes (2015). 
El distrito de Loosduinen se encuentra dividido en cinco barrios municipales, a saber: 
- Loosduinen
- Kraayenstein
- Kijkduin y Ockenburgh
- Bohemen y Meer en Bos
- Waldeck

## Nombre
El nombre Loosduinen proviene del nombre 'loze duinen' (dunas innecesarias). El pueblo original estaba situado en una zona de dunas que se había desplazado hacia el interior debido a la acumulación natural de terreno. Estas dunas ya no desempeñaban un papel como defensas marítimas y, por lo tanto, eran "innecesarias".

## Historia
Al igual que La Haya, el pueblo de Loosduinen se originó en una cresta playera. A finales del siglo XII, el conde Floris III construyó una granja aquí. El posterior conde Dirk VII se casó con Aleid van Kleef en esta granja. Alrededor de 1230, Floris IV fundó un convento cisterciense en Loosduinen, del cual queda la actual Abijkerk (Iglesia de la Abadía). En 1249, su hijo, el conde Guillermo II de Holanda, construyó una capilla en Eikenduinen en memoria de su padre fallecido. Después de 1276, el pueblo recibió cierto estatus como lugar de peregrinación debido al 'milagro de Loosduinen': en ese año, se dice que la condesa Margaretha van Henneberg dio luz a 364 niños.
El Haagweg y desde 1645 el Loosduinsevaart formaron las conexiones más importantes con La Haya. Durante años no hubo unidad en Loosduinen, lo que provocó que muchos propietarios reinaran sobre este terreno durante siglos. Después de que el área de los antiguos Países Bajos fuera anexada a Francia por el emperador Napoleón en 1810, en 1811 se decidió por decreto imperial que Loosduinen con el pueblo de Eikenduinen y Poeldijk, incluido Kwintsheul, formarían el municipio independiente de Loosduinen. Poco después, el prefecto Goswin de Stassart nombró a Franc van der Goes como primer alcalde. Cinco años después, en 1816, Poeldijk y Kwintsheul se trasladaron al municipio de Monster. El pueblo floreció con el auge de la horticultura. Esto resultó en la construcción de varias mansiones a lo largo de la Loosduinse hoofdstraat, la calle principal de Loosduinen y Willem III straat, llamado al rey Guillermo III de los Países Bajos. La subasta de verduras de Loosduinsche fue fundada en 1899.
Desde 1882 Loosduinen tenía una conexión de tranvía con La Haya (Westeinde). El Westlandsche Stoomtramweg Maatschappij operaba un tranvía a vapor, que se extendió a Poeldijk en 1883 y finalmente formó una conexión con Delft a partir de 1912 . Las mercancías de la subasta se transportaban principalmenteporn esta línea de tranvía, hasta que se cerró la línea a Delft el 1 de enero de 1968. La línea a La Haya ya se suspendió en 1928 y se reemplazó por un servicio de autobús. De 1888 a 1928 también hubo un tranvía de vapor solo en verano a Kijkduin . Desde 1983, la línea 2 del tranvía de La Haya circula entre La Haya y Loosduinen aproximadamente en paralelo a la antigua línea de tranvía de vapor.
Alrededor del año 1900 el desarrollo de La Haya se acercó su límite municipal. La primera anexión de territorio de Loosduinen por La Haya se realizó en 1902. La independencia del municipio de Loosduinen duró hasta 1923, después de lo cual se añadió en gran parte al municipio de La Haya, con la condición de que se construyera un sistema de alcantarillado. Una nueva zona residencial llamada Ockenburgh, fue construido entre 1926 y 1929. Este barrio esta limitada por las próximas calles: Ockenburghstraat, Symfoniestraat, Pisuissestraat y Nocturnestraat. En el mismo período se construyó el Burgemeesterswijk (barrio de alcaldes) al noreste del centro histórico de Loosduinen, que esta limitada por las calles Burgemeester Hovylaan y Oude Haagweg . El Hospital Leyenburg estaba construido entre Leyweg y Escamplaan entre 1967 y 1971 al lado de La Haya, cerca 1 kilómetro al este del centro histórico. La mayor expansión de Loosduinen se realizó en los años ochenta del siglo XX. Esta expansión fue realizada entre el centro histórico de Loosduinen y el hospital nuevo. La expansión fue dividido en dos partes, un barrio para residentes de la ciudad en crecimiento de La Haya y una zona industrial. El barrio construido se llama Houtwijk (barrio de madera), la zona industrial se llama Kerketuinen (jardines de la iglesia). Poco  del centro histórico de Loosduinen se ha conservado debido a la nueva construcción. En los años cincuenta del siglo XX, gran parte del centro fue demolido y reconstruido a petición de la clase media de Loosduinen para competir con los nuevos centros comerciales, en otros partes de La Haya. Solo a lo largo de Loosduinse Hoofdstraat, Burgemeester Hovylaan y Willem III Straat hay edificios del siglo XIX y principios del siglo XX.